# Euceromasia neptis
Euceromasia neptis är en tvåvingeart som beskrevs av Henry J. Reinhard 1947. Euceromasia neptis ingår i släktet Euceromasia och familjen parasitflugor.
Artens utbredningsområde är Missouri. Inga underarter finns listade i Catalogue of Life.